# Liste der Kulturdenkmäler in Münzenberg
Die folgende Liste enthält die in der Denkmaltopographie ausgewiesenen Kulturdenkmäler auf dem Gebiet  der  Stadt Münzenberg, Wetteraukreis, Hessen.
Hinweis: Die Reihenfolge der Denkmäler in dieser Liste orientiert sich zunächst an Stadtteilen und anschließend der Anschrift, alternativ ist sie auch nach der Bezeichnung, der vom Landesamt für Denkmalpflege vergebenen Nummer oder der Bauzeit sortierbar.
Kulturdenkmäler werden fortlaufend im Denkmalverzeichnis des Landes Hessen durch das Landesamt für Denkmalpflege Hessen auf Basis des Hessischen Denkmalschutzgesetzes (HDSchG) geführt. Die Schutzwürdigkeit eines Kulturdenkmals hängt nicht von der Eintragung in das Denkmalverzeichnis des Landes Hessen oder der Veröffentlichung in der Denkmaltopographie ab.

## Gambach
| Bild                         | Bezeichnung                        | Lage                                                           | Beschreibung                                                                                                   | Bauzeit   | Objekt-Nr. |
| ---------------------------- | ---------------------------------- | -------------------------------------------------------------- | --- | --------- | ---------- |
| weitere Bilder               | Bahnhof der Linie Butzbach-Lich    | Bahnhofstraße 73 LageFlur: 7, Flurstück: 183/3                 | |           | 6243 DDB   |
| weitere Bilder               | Jüdischer Friedhof                 | Berggärten LageFlur: 2, Flurstück: 308                         | Jüdischer Friedhof, Kulturdenkmal aus geschichtlichen Gründen.                                                 | Um 1800   | 6247 DDB   |
| weitere Bilder               |                                    | Borngasse 8/10 LageFlur: 1, Flurstück: 19, 20                  | |           | 6249 DDB   |
| weitere Bilder               | Waschmühle                         | Butzbacher Straße 36 LageFlur: 9, Flurstück: 140, 142/3, 143/1 | |           | 6251 DDB   |
| weitere Bilder               | Bachmühle                          | Gambacher Mühle LageFlur: 7, Flurstück: 304                    | |           | 6245 DDB   |
| weitere Bilder               | Gambach                            | Gesamtanlage Lage                                              | |           | 6241 DDB   |
| weitere Bilder               |                                    | Hauptstraße 2 LageFlur: 1, Flurstück: 213                      | |           | 6253 DDB   |
| weitere Bilder               | Ehem. Synagoge                     | Hauptstraße 6 LageFlur: 1, Flurstück: 215                      | |           | 6255 DDB   |
| weitere Bilder               |                                    | Hauptstraße 8 LageFlur: 1, Flurstück: 216                      | |           | 6257 DDB   |
| weitere Bilder               |                                    | Hauptstraße 20 LageFlur: 1, Flurstück: 273                     | |           | 6259 DDB   |
| weitere Bilder               | Ehem. Solms-Braunfels’sches Hofgut | Hauptstraße 22 LageFlur: 1, Flurstück: 274                     | |           | 6261 DDB   |
| weitere Bilder               | Rathaus                            | Hauptstraße 33 LageFlur: 1, Flurstück: 57 und 58               | |           | 6263 DDB   |
| weitere Bilder               |                                    | Hauptstraße 34/36 LageFlur: 1, Flurstück: 282 und 283/2        | |           | 6265 DDB   |
| Ev. Pfarrkirche mit Kirchhof | Ev. Pfarrkirche mit Kirchhof       | Kirchgasse 2 LageFlur: 1, Flurstück: 55/1, 56                  | Barocke Saalkirche in ungewöhnlicher Form mit kurzen Kreuzarmen, Westturm von 1710 mit dreistufigem Helmaufbau | 1698–1703 | 6269 DDB   |
| weitere Bilder               |                                    | Kirchgasse 17 LageFlur: 1, Flurstück: 101/1                    | |           | 6271 DDB   |
| weitere Bilder               |                                    | Obergasse 14 LageFlur: 1, Flurstück: 209                       | |           | 6273 DDB   |
| weitere Bilder               |                                    | Untergasse 32 LageFlur: 1, Flurstück: 119/1                    | |           | 6275 DDB   |
| weitere Bilder               | Wetterbrücke                       | Wetter LageFlur: 7, Flurstück: 296                             | |           | 6277 DDB   |

## Münzenberg
| Bild            | Bezeichnung | Lage | Beschreibung | Bauzeit                                                    | Objekt-Nr. |
| --------------- | --- | --- | --- | ---------------------------------------------------------- | ---------- |
| weitere Bilder  | Galgen | Am Galgen LageFlur: 15, Flurstück: 222                                                                   | |                                                            | 6119 DDB   |
| weitere Bilder  | | Am Junkernhof 6 LageFlur: 1, Flurstück: 34                                                               | |                                                            | 6121 DDB   |
| weitere Bilder  | Bellersheimer Hof                                                                                                   | Am Junkernhof 13 LageFlur: 1, Flurstück: 61/2                                                            | |                                                            | 6123 DDB   |
| weitere Bilder  | Ehemalige Synagoge                                                                                                  | Am Junkernhof 14 LageFlur: 1, Flurstück: 11                                                              | |                                                            | 6125 DDB   |
| weitere Bilder  | | Am Junkernhof 17 LageFlur: 1, Flurstück: 63                                                              | |                                                            | 6127 DDB   |
| weitere Bilder  | Verbotsstein | Am Senkdriesch LageFlur: 16, Flurstück: 57                                                               | |                                                            | 6129 DDB   |
| weitere Bilder  | Jüdischer Friedhof                                                                                                  | Beim Judenfriedhof LageFlur: 2, Flurstück: 32                                                            | |                                                            | 6131 DDB   |
| weitere Bilder  | | Bellersheimer Weg 2 LageFlur: 3, Flurstück: 32                                                           | |                                                            | 6133 DDB   |
| weitere Bilder  | Burg Münzenberg | Burg, Hirschgärten, Altstädter Warte LageFlur: 1, Flurstück: 287, 289, 290/1, 291                        | eine der bedeutendsten stauferzeitlichen Burganlagen in Deutschland |                                                            | 6135 DDB   |
| weitere Bilder  | Stadtbefestigung | Burggärten, Steinweg 1, Marktplatz, Hirschgärten LageFlur: 1, 4, Flurstück: 215/2, 227, 285, 293, 23, 38 | |                                                            | 6117 DDB   |
| weitere Bilder  | | Burgweg 3 LageFlur: 1, Flurstück: 270/1                                                                  | |                                                            | 6137 DDB   |
| weitere Bilder  | | Burgweg 20 LageFlur: 1, Flurstück: 256/1                                                                 | |                                                            | 6139 DDB   |
| weitere Bilder  | | Eichergasse 1 LageFlur: 1, Flurstück: 2/1                                                                | |                                                            | 6141 DDB   |
| weitere Bilder  | | Eichergasse 3 LageFlur: 1, Flurstück: 9                                                                  | |                                                            | 6143 DDB   |
| weitere Bilder  | | Eichergasse 5 LageFlur: 1, Flurstück: 10                                                                 | |                                                            | 6145 DDB   |
| weitere Bilder  | | Eichergasse 12/14 LageFlur: 1, Flurstück: 87 und 88                                                      | |                                                            | 6147 DDB   |
| weitere Bilder  | | Eichergasse 13 LageFlur: 1, Flurstück: 132                                                               | |                                                            | 6149 DDB   |
| weitere Bilder  | | Eichergasse 15 LageFlur: 1, Flurstück: 131                                                               | |                                                            | 6151 DDB   |
| weitere Bilder  | Überdachtes Hoftor                                                                                                  | Eichergasse 19 LageFlur: 1, Flurstück: 127/2                                                             | |                                                            | 6153 DDB   |
| weitere Bilder  | | Eichergasse 22 LageFlur: 1, Flurstück: 95/2                                                              | |                                                            | 6155 DDB   |
| weitere Bilder  | Überdachtes Hoftor                                                                                                  | Eichergasse 23 LageFlur: 1, Flurstück: 114/1                                                             | |                                                            | 6157 DDB   |
| weitere Bilder  | | Eichergasse 24 LageFlur: 1, Flurstück: 97/1                                                              | |                                                            | 6159 DDB   |
| weitere Bilder  | Gedenkstätte für die Toten des Zweiten Weltkrieges auf dem christlichen Friedhof unmittelbar westlich des Ortskerns | Eichergasse 48 LageFlur: 4, Flurstück: 17                                                                | |                                                            | 6161 DDB   |
| weitere Bilder  | Junkersmühle | Falkensteiner Straße 78 LageFlur: 7, Flurstück: 6                                                        | |                                                            | 6163 DDB   |
| weitere Bilder  | Bahnhof der Linie Butzbach-Lich                                                                                     | Falkensteiner Straße 96 LageFlur: 17, Flurstück: 41                                                      | |                                                            | 6165 DDB   |
| weitere Bilder  | Münzenberg | Gesamtanlage Lage                                                                                        | |                                                            | 6115 DDB   |
| weitere Bilder  | Ehem. Solms-Laubacher Burgmannenhof                                                                                 | Hattsteiner Hof 13/15 LageFlur: 1, Flurstück: 288/15, 288/23                                             | |                                                            | 6167 DDB   |
| weitere Bilder  | Korbruhe | Heideweg (Außerhalb der Ortslage) LageFlur: 10, Flurstück: 1                                             | |                                                            | 963600 DDB |
| Bild gesucht BW | Verbotsstein | Hofland (Außerhalb der Ortslage) LageFlur: 13, Flurstück: 56                                             | |                                                            | 962621 DDB |
| weitere Bilder  | Historischer Grenzstein                                                                                             | Im Roth (Außerhalb der Ortslage) LageFlur: 10, Flurstück: 74                                             | |                                                            | 6237 DDB   |
| Bild gesucht BW | Verbotsstein | Löchelsee (Außerhalb der Ortslage) LageFlur: 16, Flurstück: 79                                           | |                                                            | 963601 DDB |
| weitere Bilder  | Rathaus | Marktplatz 1 LageFlur: 1, Flurstück: 1                                                                   | |                                                            | 6169 DDB   |
| weitere Bilder  | | Marktplatz 4 LageFlur: 1, Flurstück: 3/1                                                                 | |                                                            | 6171 DDB   |
| weitere Bilder  | | Marktplatz 8 LageFlur: 1, Flurstück: 24 und 26/1                                                         | |                                                            | 6173 DDB   |
| weitere Bilder  | | Marktplatz 11 LageFlur: 1, Flurstück: 230/2                                                              | |                                                            | 6175 DDB   |
| weitere Bilder  | | Marktplatz 15 LageFlur: 1, Flurstück: 225/1                                                              | |                                                            | 6177 DDB   |
| weitere Bilder  | Schule und Pfarrhaus                                                                                                | Pfarrgasse 3/5 LageFlur: 1, Flurstück: 19/1, 18                                                          | |                                                            | 6179 DDB   |
| weitere Bilder  | Ev. Pfarrkirche mit Kirchhof                                                                                        | Pfarrgasse 6 LageFlur: 1, Flurstück: 4                                                                   | Zweischiffige Kirche mit asymmetrischem, auf der Südseite abgeschlepptem Satteldach und östlichem Chorturm mit oktogonalem, gedrehtem Spitzhelm; Mitte 13. Jahrhundert Seitenschiff und Turm angebaut | Im Kern romanisch (12. Jhd.), gotisch (13. Jhd.) erweitert | 6181 DDB   |
| weitere Bilder  | Korbruhe | Sandgasse (Außerhalb der Ortslage) LageFlur: 19, Flurstück: 100                                          | |                                                            | 404790 DDB |
| weitere Bilder  | | Steinweg 4 LageFlur: 1, Flurstück: 42/1                                                                  | |                                                            | 6183 DDB   |
| weitere Bilder  | | Steinweg 9 LageFlur: 1, Flurstück: 206/1                                                                 | |                                                            | 6185 DDB   |
| weitere Bilder  | | Steinweg 14 LageFlur: 1, Flurstück: 169/1                                                                | |                                                            | 6187 DDB   |
| weitere Bilder  | Ehem. Hospital | Steinweg 17 LageFlur: 1, Flurstück: 197/2                                                                | |                                                            | 6189 DDB   |
| weitere Bilder  | Ehem. Hospitalkapelle und Ziehbrunnen                                                                               | Steinweg 17a LageFlur: 1, Flurstück: 195/2                                                               | Zweischiffige und ursprünglich zweigeschossige gotische Anlage mit eingezogenem und niedrigerem Chor                                                                                                  | 1284                                                       | 6191 DDB   |
| weitere Bilder  | | Steinweg 19 LageFlur: 1, Flurstück: 678/5                                                                | Teil der Gesamtanlage Münzenberg |                                                            | 955636     |
| weitere Bilder  | | Steinweg 21 LageFlur: 1, Flurstück: 677/2                                                                | |                                                            | 6195 DDB   |
| weitere Bilder  | | Steinweg 24 LageFlur: 1, Flurstück: 184                                                                  | |                                                            | 6197 DDB   |
| weitere Bilder  | | Steinweg 26 LageFlur: 1, Flurstück: 185/2                                                                | |                                                            | 6199 DDB   |
| weitere Bilder  | | Steinweg 28 LageFlur: 1, Flurstück: 188                                                                  | |                                                            | 6201 DDB   |
| weitere Bilder  | | Steinweg 29/31 LageFlur: 1, Flurstück: 669                                                               | |                                                            | 6203 DDB   |
| weitere Bilder  | | Steinweg 30 LageFlur: 1, Flurstück: 189                                                                  | |                                                            | 6205 DDB   |
| weitere Bilder  | | Steinweg 32 LageFlur: 1, Flurstück: 191                                                                  | |                                                            | 6207 DDB   |
| weitere Bilder  | | Steinweg 33 LageFlur: 1, Flurstück: 666/1                                                                | |                                                            | 6209 DDB   |
| weitere Bilder  | | Steinweg 35 LageFlur: 1, Flurstück: 665/1                                                                | |                                                            | 6211 DDB   |
| weitere Bilder  | | Steinweg 36 LageFlur: 1, Flurstück: 650/2                                                                | |                                                            | 6213 DDB   |
| weitere Bilder  | | Steinweg 37 LageFlur: 1, Flurstück: 662/3                                                                | |                                                            | 6215 DDB   |
| weitere Bilder  | | Steinweg 38 LageFlur: 1, Flurstück: 651                                                                  | |                                                            | 6217 DDB   |
| weitere Bilder  | | Steinweg 40 LageFlur: 1, Flurstück: 653                                                                  | |                                                            | 6219 DDB   |
| weitere Bilder  | | Steinweg 42 LageFlur: 1, Flurstück: 654/1                                                                | |                                                            | 6221 DDB   |
| weitere Bilder  | | Steinweg 44 LageFlur: 1, Flurstück: 657/1                                                                | |                                                            | 6223 DDB   |
| weitere Bilder  | | Steinweg 46 LageFlur: 1, Flurstück: 658/4                                                                | |                                                            | 6225 DDB   |
| weitere Bilder  | | Tränkgasse 1 LageFlur: 1, Flurstück: 180                                                                 | |                                                            | 6227 DDB   |
| weitere Bilder  | Hofportal | Tränkgasse 29 LageFlur: 1, Flurstück: 135/1                                                              | |                                                            | 6229 DDB   |
| weitere Bilder  | | Tränkgasse 32 LageFlur: 1, Flurstück: 67                                                                 | |                                                            | 6231 DDB   |
| weitere Bilder  | Ehem. Pfarrhaus | Unter der Burg 2 LageFlur: 1, Flurstück: 276 und 277                                                     | |                                                            | 6233 DDB   |

## Ober-Hörgern
| Bild           | Bezeichnung         | Lage                                              | Beschreibung | Bauzeit     | Objekt-Nr. |
| -------------- | ------------------- | ------------------------------------------------- | --- | ----------- | ---------- |
| weitere Bilder | Rathaus             | Brunnenstraße 2 LageFlur: 1, Flurstück: 9         | |             | 6283 DDB   |
| weitere Bilder |                     | Brunnenstraße 16 LageFlur: 1, Flurstück: 21       | |             | 775362 DDB |
| weitere Bilder |                     | Gambacher Straße 12 LageFlur: 1, Flurstück: 138/1 | |             | 6285 DDB   |
| weitere Bilder | Wetterbrücke        | Gemeine Weide LageFlur: 2, Flurstück: 100         | |             | 6287 DDB   |
| weitere Bilder | Ober-Hörgern        | Gesamtanlage Lage                                 | |             | 6281 DDB   |
| weitere Bilder | Bahnhof             | Licher Straße 25 LageFlur: 2, Flurstück: 47/1     | |             | 6291 DDB   |
| weitere Bilder | Evangelische Kirche | Licher Straße 13/15 LageFlur: 1, Flurstück: 6/2   | Kirchenschiff 1729 anstelle eines mittelalterlichen Vorgängerbaus errichtet. Der gotische Flankenturm wurde beibehalten und erhielt im Jahr 1778 einen neuen Helmaufbau. | Gotik, 1729 | 6289 DDB   |

## Trais
| Bild           | Bezeichnung              | Lage                                                | Beschreibung                                                                                   | Bauzeit       | Objekt-Nr. |
| -------------- | ------------------------ | --------------------------------------------------- | ---------------------------------------------------------------------------------------------- | ------------- | ---------- |
| weitere Bilder | Trais                    | Gesamtanlage Lage                                   |                                                                                                |               | 6294 DDB   |
| weitere Bilder |                          | Mühlgasse 5 LageFlur: 1, Flurstück: 26              |                                                                                                |               | 6296 DDB   |
| weitere Bilder |                          | Mühlgasse 12 LageFlur: 1, Flurstück: 11             |                                                                                                |               | 6298 DDB   |
| weitere Bilder | Mühle                    | Mühlgasse 14 LageFlur: 1, Flurstück: 12 und 13      |                                                                                                |               | 6300 DDB   |
| weitere Bilder |                          | Römerstraße 6 LageFlur: 1, Flurstück: 31            |                                                                                                |               | 6304 DDB   |
| weitere Bilder |                          | Römerstraße 13 LageFlur: 3, Flurstück: 77           |                                                                                                |               | 6308 DDB   |
| weitere Bilder |                          | Römerstraße 14 LageFlur: 1, Flurstück: 75           |                                                                                                |               | 6310 DDB   |
| weitere Bilder | Wetterbrücke             | Römerstraße o. Nr. LageFlur: 3, Flurstück: 40       |                                                                                                |               | 6302 DDB   |
| weitere Bilder |                          | Wetterstraße 2 LageFlur: 3, Flurstück: 78           |                                                                                                |               | 6312 DDB   |
| weitere Bilder |                          | Wetterstraße 6 LageFlur: 3, Flurstück: 82/1         |                                                                                                |               | 6314 DDB   |
| weitere Bilder | Überdachtes Hoftor       | Wetterstraße 10 LageFlur: 3, Flurstück: 83          |                                                                                                |               | 6316 DDB   |
| weitere Bilder |                          | Wetterstraße 15 LageFlur: 3, Flurstück: 45          |                                                                                                |               | 6318 DDB   |
| weitere Bilder | Ehem. Schule             | Wetterstraße 17 LageFlur: 3, Flurstück: 43/2        |                                                                                                |               | 6320 DDB   |
| weitere Bilder |                          | Wetterstraße 18 LageFlur: 3, Flurstück: 87          |                                                                                                |               | 6322 DDB   |
| weitere Bilder | Spritzenhaus             | Wetterstraße 19 LageFlur: 3, Flurstück: 43/2 und 44 |                                                                                                |               | 6324 DDB   |
| weitere Bilder |                          | Wetterstraße 21 LageFlur: 3, Flurstück: 36/1        |                                                                                                |               | 6326 DDB   |
| weitere Bilder | Evangelische Pfarrkirche | Wetterstraße 22 LageFlur: 3, Flurstück: 93          | Saalbau mit längsrechteckigem Chor, romanischer Turm, schmales Seitenschiff im Norden angebaut | um 1100, 1889 | 6328 DDB   |
| weitere Bilder |                          | Wetterstraße 31 LageFlur: 3, Flurstück: 31/1        |                                                                                                |               | 6330 DDB   |